# Trout Mask Replica
Trout Màscara Replica és el tercer àlbum d'estudi del grup de rock experimental Captain Beefheart and his Magic Band, tret com un àlbum doble el 16 de juny del 1969 per Straight Records. La música fou composta per Captain Beefhart (també conegut com a Don Van Vliet) i arranjada pel bateria John "Drumbo" French. Combinant elements del R&B, garage rock, blues, free jazz i altres gèneres de música americana, l'àlbum és considerat una peça molt important de la música experimental i l'art rock.
La majoria de l'àlbum va ser produït per Frank Zappa i enregistrat al març del 1969 als estudis Whitney Studios a Glendale, Califòrnia, seguint vuit mesos d'intensos assajos a una petita casa comunal llogada a Los Angeles. La formació de la Magic Band llavors consistida en Bill "Zorn Hoot Rollo" Harkleroad i Jeff "Antennae Jimmy Semens" Cotton a les guitarres, Mark "Rockette Morton" Boston al baix elèctric, Victor "The Mascara Snake" Hayden al clarinet baix, i John "Drumbo" French a la bateria i percussió. Beefheart va tocar diversos instruments de vent metall, incloent-hi saxofon, musette i trompa natural, i va contribuir la majoria de les veus, mentre Zappa i els membres de la banda van proporcionar ocasionalment veus i narració. Un cop assajat el grup va gravar totes les pistes instrumentals per l'àlbum en una sola sessió de sis hores; les pistes veus i trompa de Beefheart foren enllestides durant els següents dies.
Trout Mask Replica va vendre malament després del seu llançament inicial als Estats Units, on no va aconseguir aparèixer a cap llista. Va tenir més èxit al Regne Unit, on va estar una setmana el núm. 21 de la taula d'àlbums del Regne Unit. Els últims anys, però, Trout Mask Replica ha estat considerat àmpliament com a l'obra mestra de la carrera musical de Beefheart, així com una influència important en molts artistes posteriors. El seu estil musical molt poc convencional, que inclou el poliritme, la veu en diverses octaves i la politonalitat, continua polaritzant el públic i ha donat a l'àlbum una reputació com un dels discs més desafiants del cànon musical del segle xx. La revista Rolling Stone el va posicionar el 58è a l'edició del 2012 dels 500 millors àlbums de tots els temps, i ha aparegut a les llistes de millors àlbums tipus de moltes altres publicacions.